# Compsoneura trianae
Compsoneura trianae är en tvåhjärtbladig växtart som beskrevs av Otto Warburg. Compsoneura trianae ingår i släktet Compsoneura, och familjen Myristicaceae. Inga underarter finns listade i Catalogue of Life.